# Chinees Taipei op de Olympische Winterspelen 1984
Tijdens de Olympische Winterspelen van 1984, die in Sarajevo (Joegoslavië) werden gehouden, nam Chinees Taipei voor de derde keer deel.

## Deelnemers en resultaten

### Alpineskiën
| Olympiër       | Discipline       | Resultaat | Prestatie                          |
| -------------- | ---------------- | --------- | ---------------------------------- |
| Lin Chi-Liang  | reuzenslalom (m) | 71e       | 3.56,64 (+1.15,46) 1.52,78+2.03,86 |
| Lin Chi-Liang  | slalom (m)       | dnf-1     | opgave run 1                       |
| Ong Ching-Ming | reuzenslalom (m) | 68e       | 3.51,97 (+1.10,79) 1.53,03+1.58,94 |
| Ong Ching-Ming | slalom (m)       | 36e       | 2.22,63 (+43,22) 1.10,33+1.12,30   |

### Biatlon
| Olympiër      | Discipline | Resultaat | Prestatie                                    |
| ------------- | ---------- | --------- | -------------------------------------------- |
| Ueng Ming-Yih | 10 km (m)  | 63e       | 45.38,1 (+14.44,3) pen.: 4 (2 / 2)           |
| Ueng Ming-Yih | 20 km (m)  | 59e       | 1:45.07,0 (+33.14,3) pen.: 8 (2 / 2 / 1 / 3) |

### Bobsleeën
| Olympiër                                                 | Discipline                      | Resultaat | Prestatie                                       |
| -------------------------------------------------------- | ------------------------------- | --------- | ----------------------------------------------- |
| Wu Dien-Cheng Chen Chin-San                              | 2-mansbob (m) Chinees Taipei I  | 25e       | 3.34,35 (+8,79) (53,92 / 53,64 / 53,08 / 53,71) |
| Wu Chung-Chou Hwang Chi-Fang                             | 2-mansbob (m) Chinees Taipei II | 26e       | 3.35,44 (+9,88) (54,53 / 54,12 / 53,35 / 53,44) |
| Wu Dien-Cheng Sun Kuang-Ming Wu Chung-Chou Chen Chin-San | 4-mansbob (m) Chinees Taipei I  | 22e       | 3.27,58 (+7,36) (51,45 / 52,15 / 52,03 / 51,95) |

### Langlaufen
| Olympiër        | Discipline | Resultaat | Prestatie            |
| --------------- | ---------- | --------- | -------------------- |
| Ueng Ming-Yih   | 15 km (m)  | 81e       | 1:00.10,6 (+18.45,0) |
| Chang Kun-Shung | 15 km (m)  | 82e       | 1:02.57,7 (+21.32,1) |
| Wang Chi-Hing   | 15 km (m)  | 84e       | 1:03.17,0 (+21.51,4) |

### Rodelen
| Olympiër        | Discipline | Resultaat | Prestatie                                              |
| --------------- | ---------- | --------- | ------------------------------------------------------ |
| Sun Kuang-Ming  | mannen     | 25e       | 3.15,290 (+11,032) (50,090 / 48,080 / 49,174 / 47,946) |
| Teng Pi-Hui     | vrouwen    | 21e       | 2.57,478 (+10,908) (43,579 / 43,280 / 44,107 / 46,512) |
| Chuang Lai-Chun | vrouwen    | dnf       | opgave                                                 |

Andorra · Argentinië · Australië · België · Bolivia · Bondsrepubliek Duitsland · Britse Maagdeneilanden · Bulgarije · Canada · Chili · China · Chinees Taipei · Costa Rica · Cyprus · Duitse Democratische Republiek · Egypte · Finland · Frankrijk · Griekenland · Groot-Brittannië · Hongarije · IJsland · Italië · Japan · Joegoslavië · Libanon · Liechtenstein · Marokko · Mexico · Monaco · Mongolië · Nederland · Nieuw-Zeeland · Noord-Korea · Noorwegen · Oostenrijk · Polen · Puerto Rico · Roemenië · San Marino · Senegal · Sovjet-Unie · Spanje · Tsjecho-Slowakije · Turkije · Verenigde Staten · Zuid-Korea · Zweden · Zwitserland